# 格倫塔納 (蒙大拿州)
格倫塔納（英語：Glentana）是位於美國蒙大拿州瓦利縣的非建制地區。

## 歷史
格倫塔納的郵局自1913年營運至今。

## 地理
格倫塔納所處的海拔為高於海平面942米（即3091英呎），而該地所採用的時區為UTC-6，即北美山地時區（MST）。同時該地設有夏令時間，為UTC-7調快一小時，即UTC-6（MDT）。